# Platycyamus thompsoni
Platycyamus thompsoni is een vlokreeftensoort uit de familie van de walvisluizen (Cyamidae). De wetenschappelijke naam van de soort werd als Cyamus thompsoni in 1855 gepubliceerd door Philip Henry Gosse.